# Линија 74 (Београд)
Линија 74 је линија градског превоза у Београду. Уведена је 2006. године, а превозник је ГСП Београд. Креће се трасом од Бежанијске косе до Миријева.
Станице:
- Бежанијска коса
- Магеланова
- Милана Вујаклије
- Марка Ристића
- Љубинке Бобић
- Пеђе Миросављевића
- ДР Хуга Клајна
- Марка Челебоновића
- Николе Добровића
- Стојана Аралице
- СРЦ 11. април
- Студентски град
- Народних хероја
- Црква светог Димитрија
- Булевар Уметности
- Београдска арена
- Београдска арена /Антифашистичке борбе
- Сава центар
- Вишеградска
- Бирчанинова
- РК Београђанка
- Ресавска
- Правни факултет
- Технички факултети
- Вуков споменик
- Далматинска
- Браће Рибникар
- Вељка Дугошевића
- Панте Срећковића
- Љубице Луковић
- Сервиси
- ВМЦ Карабурма
- Вука Врчевића
- Војводе Мицка Крстића
- Диљска
- Пут за Аду Хују
- Миријевски булевар
- Погон Карабурма
- Маријане Грегорен
- Миријевско брдо
- Пере Ћетковића
- Шејкина
- Ладне воде
- Витезова Карађорђеве звезде
- Миријево
- Миријево 2
- Матице српске
- Самујела Беркета
- Миријево 3